# Elias Mellus

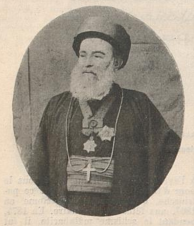

Mar Elias Mellus (Millos, Milûs) (* 13. September 1831 in Mardin; † 16. Februar 1908 ebenda) war ein Bischof der chaldäisch-katholischen Kirche.
Zunächst Mönch im Kloster Alqosh, ab 5. Juni 1864 Bischof von Aqra, wirkte er 1874 bis 1882 in Indien in Trichur. Im Auftrag des chaldäisch-katholischen Patriarchen Joseph VI. Audo (1848–1878) suchte er vergeblich, da von Rom nicht gestützt, ja bekämpft, die Wiedervereinigung der katholischen Thomaschristen mit ihrer Mutterkirche zu erreichen, nämlich dem „Patriarchat von Babylon“ als dem katholischen Nachfolger des altkirchlichen Katholikats Seleukia-Ktesiphon.
Der Versuch hatte ein Schisma zur Folge: Ein Teil der Anhänger des Mellus verließ den Katholizismus und trat 1907/09 der autokephalen „Kirche des Ostens“ bei, die den Assyrer Mar Abimalek Timotheus zum Metropoliten von Indien bestellte. Diese Gruppe erlangte überregionale Bedeutung, als sich 1968 ihr damaliger Metropolit, Mar Thomas Darmo, zum Gegenpatriarchen des Mar Shimun XXIII. bestellen ließ.
1882 nach Mesopotamien zurückgekehrt, unterwarf sich Elias Mellus nach einigem Zögern 1889 römischem Willen. 1893 erhielt er die chaldäisch-katholische Kathedra von Mardin, als deren Bischof er starb. 
Er verfasste eine „Geschichte der orientalischen chaldäischen Kirche“ (von den Anfängen bis Mitte 6. Jh.) und edierte geistliche Texte des Johannes von Mossul.